# Jean-Marc Pompougnac
 (décembre 2015).
Si vous disposez d'ouvrages ou d'articles de référence ou si vous connaissez des sites web de qualité traitant du thème abordé ici, merci de compléter l'article en donnant les références utiles à sa vérifiabilité et en les liant à la section « Notes et références ».
Jean-Marc Pompougnac (dit Pompon), né le 13 septembre 1929 à Rouffignac (Dordogne) et mort le 13 novembre 2001 à Périgueux, est un humoriste français, oncle du DJ Stéphane Pompougnac.

## Biographie
Il naît dans une famille de négociants ruraux (épicerie, mercerie, droguerie, quincaillerie, charcuterie, funéraire) et de fabricant de foie gras qui dirige la fanfare l'espérance. Inspiré par Alphonse Allais, il possède le goût du canular et de l'approximation verbale.
Il poursuit des études classiques en section littéraire (latin, grec, philosophie) pendant sept ans, interne au Lycée national de Périgueux. Il obtient le  baccalauréat. Il pratique la boxe anglaise et le rugby à XV. Il joue également du piano-mood.
Il déménage à Paris, porte d'Orléans et exerce divers emplois : ébéniste, piano-solo dans un bar de nuit, vigile aux Halles, figurant à la Comédie-Française. Il fait ensuite son service militaire (au 93e RI au camp de Frileuse) où il était attendu depuis huit ans. Il travaille ensuite dans des bars et vend des journaux. Il travaille ponctuellement dans la publicité.
Il écrit, réalise et joue Pompougnac & Cie, une série de petits films diffusés sur le journal de FR3 (samedi 19 h) puis sur Antenne 2. Il obtient en production quotidienne sur RTL une émission humoristique, le parti d'en rire. Il en écrit les scénarios et les dialogues. Il écrit ensuite la croix qui mousse pour les soirées de Noël (FR3). Il participe en tant que comédien aux Jeux de 20 heures, ainsi qu'à d'autres émissions de variété et à des émissions télévisées.
Dès 1987, sous le surnom de « Pompon », il participe à toutes les émissions de La Classe présentée par Fabrice sur l'ancienne chaîne FR3 (renommée plus tard France 3). Il s'y distingue en proposant, par l'utilisation d'objets ou de son corps, des devinettes sous forme de charades, ou rébus grandeur nature, dont la solution approximative forme un calembour ; tels que « C'est la plante verte à tous les arbustes » (C'est la porte ouverte à tous les abus), ou « Le beau vélo de Rachel » (Le boléro de Ravel).

## Discographie
- 1987 : Quand passent les sirènes, avec Escarède (Single label Master)
- 1989 : Le Vent du large (Single label Master)
- 1990 : Faire la fête (Single label Carrere)

## Littérature
- Justin le juste ou la charrette, éditions La table ronde, prix du bougnat, 1967